# Műugrás a 2015-ös úszó-világbajnokságon
2015. július 24. és augusztus 2. között került megrendezésre oroszországi Kazanyban – az úszó-világbajnokság keretein belül – a műugró világbajnokság.

## A versenyszámok időrendje
A világbajnokság eseményei helyi idő szerint (GMT +03:00):
| 2015. július 24., péntek                                                                    | 2015. július 25., szombat                                                                              | 2015. július 26., vasárnap                                                                            | 2015. július 27., hétfő                                                                         | 2015. július 28., kedd                                                                      |
| ------------------------------------------------------------------------------------------- | --- | --- | ----------------------------------------------------------------------------------------------- | ------------------------------------------------------------------------------------------- |
| 15:00 Férfi 1 m (selejtező)                                                                 | 10:00 Női 3 m szinkron (selejtező) 15:00 Vegyes torony szinkron (döntő) 19:30 Női 3 m szinkron (döntő) | 10:00 Férfi torony szinkron (selejtező) 15:00 Női 1 m (selejtező) 19:30 Férfi torony szinkron (döntő) | 10:00 Női torony szinkron (selejtező) 15:00 Férfi 1 m (döntő) 19:30 Női torony szinkron (döntő) | 10:00 Férfi 3 m szinkron (selejtező) 15:00 Női 1 m (döntő) 19:30 Férfi 3 m szinkron (döntő) |
| 2015. július 29., szerda                                                                    | 2015. július 30., csütörtök                                                                            | 2015. július 31., péntek                                                                              | 2015. augusztus 1., szombat                                                                     | 2015. augusztus 2., vasárnap                                                                |
| 10:00 Női torony (selejtező) 15:00 Női torony (elődöntő) 19:30 Vegyes csapatverseny (döntő) | 09:30 Férfi 3 m (selejtező) 15:00 Férfi 3 m (elődöntő) 19:30 Női torony (döntő)                        | 10:00 Női 3 m (selejtező) 15:00 Női 3 m (elődöntő) 19:30 Férfi 3 m (döntő)                            | 10:00 Férfi torony (selejtező) 15:00 Férfi torony (elődöntő) 19:30 Női 3 m (döntő)              | 15:00 Vegyes 3 m szinkron (döntő) 19:30 Férfi torony (döntő)                                |

## A versenyen részt vevő nemzetek
A vb-n 48 nemzet 239 sportolója – 133 férfi és 106 nő – vett részt. Magyarországot négy versenyző képviselte – Kormos Villő, Reisinger Zsófia, Gondos Flóra és Bóta Botond személyében –, a nőknél a toronyugrásra és a három méterre koncentrálva, míg a férfiaknál a három méterre.
| Részt vevő nemzetek férfi / nő megbontásban | Részt vevő nemzetek férfi / nő megbontásban | Részt vevő nemzetek férfi / nő megbontásban | Részt vevő nemzetek férfi / nő megbontásban | Részt vevő nemzetek férfi / nő megbontásban | Részt vevő nemzetek férfi / nő megbontásban | Részt vevő nemzetek férfi / nő megbontásban | Részt vevő nemzetek férfi / nő megbontásban | Részt vevő nemzetek férfi / nő megbontásban | Részt vevő nemzetek férfi / nő megbontásban | Részt vevő nemzetek férfi / nő megbontásban | Részt vevő nemzetek férfi / nő megbontásban |
| ------------------------------------------- | ------------------------------------------- | ------------------------------------------- | ------------------------------------------- | ------------------------------------------- | ------------------------------------------- | ------------------------------------------- | ------------------------------------------- | ------------------------------------------- | ------------------------------------------- | ------------------------------------------- | ------------------------------------------- |
| nemzet                                      | F                                           | N                                           | nemzet                                      | F                                           | N                                           | nemzet                                      | F                                           | N                                           | nemzet                                      | F                                           | N                                           |
| Ausztrália                                  | 3                                           | 5                                           | Franciaország                               | 3                                           | 1                                           | Kuba                                        | 4                                           | 2                                           | Örményország                                | 2                                           | 0                                           |
| Ausztria                                    | 1                                           | 0                                           | Görögország                                 | 1                                           | 1                                           | Kuvait                                      | 2                                           | 0                                           | Puerto Rico                                 | 1                                           | 2                                           |
| Brazília                                    | 6                                           | 5                                           | Grúzia                                      | 2                                           | 0                                           | Lengyelország                               | 2                                           | 0                                           | Románia                                     | 1                                           | 1                                           |
| Chile                                       | 2                                           | 0                                           | Hollandia                                   | 0                                           | 3                                           | Litvánia                                    | 0                                           | 1                                           | Spanyolország                               | 2                                           | 1                                           |
| Dél-afrikai Köztársaság                     | 0                                           | 4                                           | Hong Kong                                   | 2                                           | 0                                           | Magyarország                                | 1                                           | 3                                           | Svájc                                       | 1                                           | 1                                           |
| Dél-Korea                                   | 2                                           | 3                                           | Horvátország                                | 0                                           | 2                                           | Malajzia                                    | 4                                           | 5                                           | Svédország                                  | 1                                           | 1                                           |
| Dominikai Köztársaság                       | 2                                           | 0                                           | Indonézia                                   | 4                                           | 0                                           | Mexikó                                      | 6                                           | 6                                           | Szingapúr                                   | 0                                           | 3                                           |
| Egyesült Királyság                          | 5                                           | 4                                           | Jamaica                                     | 1                                           | 0                                           | Monaco                                      | 1                                           | 0                                           | Új-Zéland                                   | 1                                           | 1                                           |
| Egyiptom                                    | 3                                           | 2                                           | Japán                                       | 4                                           | 3                                           | Németország                                 | 6                                           | 6                                           | Ukrajna                                     | 4                                           | 6                                           |
| Észak-Korea                                 | 2                                           | 3                                           | Kanada                                      | 4                                           | 4                                           | Norvégia                                    | 4                                           | 0                                           | USA                                         | 7                                           | 5                                           |
| Fehéroroszország                            | 2                                           | 1                                           | Kína                                        | 8                                           | 7                                           | Olaszország                                 | 6                                           | 4                                           | Üzbegisztán                                 | 3                                           | 0                                           |
| Finnország                                  | 1                                           | 2                                           | Kolumbia                                    | 5                                           | 2                                           | Oroszország                                 | 7                                           | 5                                           | Venezuela                                   | 4                                           | 1                                           |

F = férfi, N = nő

## Eredmények

### Éremtáblázat
| #        | nemzet                          | arany | ezüst | bronz | összesen |
| 1        | Kína (CHN)                      | 10    | 3     | 2     | 15       |
| 2        | Egyesült Királyság (GBR)        | 1     | 0     | 3     | 4        |
| 3        | Olaszország (ITA)               | 1     | 0     | 2     | 3        |
| 4        | Észak-Korea (PRK)               | 1     | 0     | 1     | 2        |
| 5        | Kanada (CAN)                    | 0     | 4     | 0     | 4        |
| 6        | Oroszország (RUS)               | 0     | 2     | 1     | 3        |
| 7        | Ukrajna (UKR)                   | 0     | 2     | 0     | 2        |
| 8        | Amerikai Egyesült Államok (USA) | 0     | 1     | 1     | 2        |
| 9        | Mexikó (MEX)                    | 0     | 1     | 0     | 1        |
| 10       | Ausztrália (AUS)                | 0     | 0     | 2     | 2        |
| 11       | Malajzia (MAS)                  | 0     | 0     | 1     | 1        |
| összesen | összesen                        | 13    | 13    | 13    | 39       |

### Éremszerzők
| versenyszám          | arany                             | ezüst                                      | bronz                              |
| férfiak              |                                   |                                            |                                    |
| 1 m                  | Hszie Sze-ji                      | Illja Kvasa                                | Michael Hixon                      |
| 3 m                  | Ho Csao                           | Ilja Zaharov                               | Jack Laugher                       |
| 3 m szinkron         | Cao Jüan / Csin Kaj               | Jevgenyij Kuznyecov / Ilja Zaharov         | Jack Laugher / Chris Mears         |
| 10 m                 | Csiu Po                           | David Boudia                               | Thomas Daley                       |
| 10 m szinkron        | Csen Aj-szen / Lin Jüe            | Iván García / Germán Sanchez               | Roman Izmajlov / Viktor Minyibajev |
| nők                  |                                   |                                            |                                    |
| 1 m                  | Tania Cagnotto                    | Si Ting-mao                                | Ho Ce                              |
| 3 m                  | Si Ting-mao                       | Ho Ce                                      | Tania Cagnotto                     |
| 3 m szinkron         | Si Ting-mao / Vu Min-hszia        | Jennifer Abel / Pamela Ware                | Samantha Mills / Esther Qin        |
| 10 m                 | Kim Kukhjang                      | Zsen Csien                                 | Pandelela Rinong                   |
| 10 m szinkron        | Csen Zso-lin / Liu Huj-hszia      | Meaghan Benfeito / Roseline Filion         | Kim Unhjang / Szong Namhjang       |
| vegyes csapatverseny |                                   |                                            |                                    |
| 3 m szinkron         | Vang Han / Jang Hao               | Jennifer Abel / François Imbeau-Dulac      | Tania Cagnotto / Maicol Verzotto   |
| 10 m szinkron        | Sze Ja-csie / Taj Hsziao-hu       | Meaghan Benfeito / Vincent Riendeau        | Melissa Wu / Domonic Bedggood      |
| csapat               | Rebecca Gallantree / Thomas Daley | Julija Prokopcsuk / Olekszandr Horskovozov | Csen Zso-lin / Hszie Sze-ji        |

## Statisztika
| Nőknél                           | Nőknél                           | Nőknél                           | Férfiaknál                       | Férfiaknál                       | Férfiaknál                       |
| A viadal legfiatalabb sportolója | A viadal legfiatalabb sportolója | A viadal legfiatalabb sportolója | A viadal legfiatalabb sportolója | A viadal legfiatalabb sportolója | A viadal legfiatalabb sportolója |
| Sportoló neve                    | Kor (2015. július 24. szerint)   | Nemzet                           | Sportoló neve                    | Kor (2015. július 24. szerint)   | Nemzet                           |
| -------------------------------- | -------------------------------- | -------------------------------- | -------------------------------- | -------------------------------- | -------------------------------- |
| Zsen Csien                       | 2001. február 20. (14 évesen)    | Kína                             | Doston Botirov                   | 1999. október 20. (15 évesen)    | Üzbegisztán                      |
| A viadal legidősebb sportolója   |                                  |                                  |                                  |                                  |                                  |
| Sportoló neve                    | Kor (2015. július 24. szerint)   | Nemzet                           | Sportoló neve                    | Kor (2015. július 24. szerint)   | Nemzet                           |
| Juliana Veloso                   | 1980. december 22. (34 évesen)   | Brazília                         | José Guerra Oliva                | 1979. augusztus 9. (35 évesen)   | Kuba                             |
| A legtöbb versenyszámban induló  |                                  |                                  |                                  |                                  |                                  |
| Sportoló neve                    | Versenyszám                      | Nemzet                           | Sportoló neve                    | Versenyszám                      | Nemzet                           |
| Maha Abdelsalam Gouda            | TE / 10M / 1M / 3M / 10MMS       | Egyiptom                         | U Haram                          | TE / 10M / 10MS / 1M / 3M / 3MS  | Dél-Korea                        |
| Kim Szudzsi                      | 10M / 10MS / 1M / 3M / 3MS       | Dél-Korea                        | U Haram                          | TE / 10M / 10MS / 1M / 3M / 3MS  | Dél-Korea                        |

___
10M = toronyugrás, 10MMS = vegyes szinkron toronyugrás, 10MS = szinkron toronyugrás, 1M = 1 m-es műugrás,
3M = 3 m-es műugrás, 3MS = 3m-es szinkronugrás, TE = vegyes csapatverseny